# Peltophryne
Peltophryne es un género de anfibios anuros de la familia de sapos Bufonidae. Algunos autores consideran que es un subgénero de Bufo. La docena de especies descritas hasta la fecha son endémicas de Puerto Rico, de Cuba, de la isla La Española y las islas Vírgenes.

## Especies
Se reconocen las siguientes según ASW:
- Peltophryne cataulaciceps  (Schwartz, 1959)
- Peltophryne empusa  Cope, 1862
- Peltophryne florentinoi  (Moreno & Rivalta, 2007)
- Peltophryne fluviatica  (Schwartz, 1972)
- Peltophryne fracta  (Schwartz, 1972)
- Peltophryne fustiger  (Schwartz, 1960)
- Peltophryne guentheri  (Cochran, 1941)
- Peltophryne gundlachi  (Ruibal, 1959)
- Peltophryne lemur  Cope, 1869
- Peltophryne longinasus  (Stejneger, 1905)
- Peltophryne peltocephala  (Tschudi, 1838)
- Peltophryne taladai  (Schwartz, 1960)

## Publicación original
- Fitzinger, L. J. F. J. 1843. Systema Reptilium, fasciculus primus, Amblyglossae. Braumüller et Seidel, Wien, p. 1-106. (texto íntegro).